# Barbara Wyatt
Barbara Florence Amelia Wyatt, verh. Hardy (* 17. Juli 1930 in Brighton, England; † 10. Januar 2012 in Montreal, Québec, Kanada) war eine britische Eiskunstläuferin, die im Einzellauf startete.
Wyatt nahm im Zeitraum von 1947 bis 1952 an allen Europameisterschaften und im Zeitraum von 1948 bis 1952 an allen Weltmeisterschaften teil. Bei Europameisterschaften gewann sie 1951 in Zürich und 1952 in Wien die Bronzemedaille. Bei Weltmeisterschaften war ihre beste Platzierung der fünfte Rang, den sie 1951 und 1952 erreichte. Bei ihren einzigen Olympischen Spielen belegte sie 1952 in Oslo den siebten Platz.
Wyatt heiratete den kanadischen Eishockeyspieler Lea Hardy. Ihr gemeinsamer Sohn ist der kanadische Eishockeyspieler Mark Hardy.

## Ergebnisse
| Wettbewerb / Jahr       | 1947 | 1948 | 1949 | 1950 | 1951 | 1952 |
| ----------------------- | ---- | ---- | ---- | ---- | ---- | ---- |
| Olympische Winterspiele |      |      |      |      |      | 7.   |
| Weltmeisterschaften     |      | 16.  | 10.  | 10.  | 5.   | 5.   |
| Europameisterschaften   | 12.  | 10.  | 8.   | 4.   | 3.   | 3.   |